# Lisker-Garcia-Ramos-Syndrom
Das Lisker-Garcia-Ramos-Syndrom ist eine sehr seltene angeborene Erkrankung mit den Hauptmerkmalen periphere motorische Neuropathie (langsam fortschreitende Muskelschwäche) kombiniert mit Dysautonomie, einer Störung des vegetativen Nervensystems, und Achalasie (Entleerungsstörung der Speiseröhre).
Die Erstbeschreibung stammt aus dem Jahre 1981 durch die mexikanischen Humangenetiker Rubén Lisker, Guillermo García‐Ramos und Mitarbeiter.

## Verbreitung und Ursache
Die Häufigkeit wird mit unter 1 zu 1.000.000 angegeben, bislang wurden zwei Betroffene beschrieben. Ursache und Vererbungsmechanismus sind nicht bekannt.

## Klinische Erscheinungen
Klinische Kriterien sind:
- Krankheitsbeginn im Kindesalter mit Muskelatrophie
- Achalasie
- Dysautonomie mit Schweißausbrüchen, Zyanose bei Kälte, Orthostatische Dysregulation
- langsam fortschreite Muskelschwäche der Beine